# Cacosternum
Cacosternum Boulenger, 1887 è un genere di anfibi anuri  della famiglia Pyxicephalidae, presente nell'Africa meridionale e orientale.

## Descrizione
Si tratta di animali che vivendo in zone aride conducono per gran parte dell'anno una vita fossoria all'interno di banchi di fango, tane di altri animali, termitai abbandonati. Escono allo scoperto durante la breve stagione delle piogge, periodo in cui si riproducono.

## Tassonomia
Il genere comprende 16 specie:
- Cacosternum aggestum Channing, Schmitz, Burger, e Kielgast, 2013
- Cacosternum australis Channing, Schmitz, Burger, e Kielgast, 2013
- Cacosternum boettgeri (Boulenger, 1882)
- Cacosternum capense Hewitt, 1925
- Cacosternum karooicum Boycott, de Villiers, e Scott, 2002
- Cacosternum kinangopensis Channing e Schmitz, 2009
- Cacosternum leleupi Laurent, 1950
- Cacosternum namaquense Werner, 1910
- Cacosternum nanogularum Channing, Schmitz, Burger, e Kielgast, 2013
- Cacosternum nanum Boulenger, 1887
- Cacosternum parvum Poynton, 1963
- Cacosternum platys Rose, 1950
- Cacosternum plimptoni Channing, Brun, Burger, Febvre, e Moyer, 2005
- Cacosternum rhythmum Channing, Schmitz, Burger, e Kielgast, 2013
- Cacosternum striatum FitzSimons, 1947
- Cacosternum thorini Conradie, 2014